# Kønsskifte
Kønsskifte kaldes den proces som transkønnede personer går igennem for at skifte fra sit biologiske køn til det psykiske køn, dvs. kønsidentiteten. Det kan deles i forskellige dele: det sociale kønsskifte, det biologiske og det juridiske. WPATH organisationen er den internationale organisation for mennesker, som arbejder professionelt med transpersoner, og udgiver retningslinjer for dette arbejde, kendt som Standards of Care. Der findes transpersoner, som ikke ønsker at bruge alle de muligheder, som måske står til rådighed for dem, hvilket kan skyldes flere ting, fx fordi de måske ikke opfatter sig helt som hverken det ene eller andet køn, måske synes de ikke, at de potentielle resultater står mål med omkostningerne, lige som der også kan være medicinske grunde til at undlade visse ting.

## Det sociale kønsskifte
Det sociale kønsskifte er den proces, hvor man etablerer sig i sit nye køn. Dette gøres typisk ved at springe ud for sine omgivelser og får dem til at acceptere ens nye køn. Desuden opsøger mange transkønnede personer nye sociale grupper for at få mulighed for at etablere sig socialt med mennesker, som ikke har nogen fordomme om kønnet. Specielt den første del er en hård proces og kan kræve bearbejdelse for både den transkønnede person og de pårørende. Men det er vigtigt at bruge mange kræfter på dette, da accept fra det sociale netværk er en vigtig faktor for, om man bliver glad for at gå igennem processen.

## Det biologiske kønsskifte
Det biologiske kønsskifte er den proces, hvor man forandrer kroppen, så den så vidt muligt kommer til at ligne det psykiske køn. Den grundlæggende ide er at forandre kroppen så meget som muligt, men da det er svært og har store omkostninger, er det ikke alle, der gennemfører dette.

### Transkvinder
For transkvinder betyder dette, at de får østrogen og eventuelt anti-androgen. Dette medfører, at brysterne vokser, kropsbehåring formindskes eller forsvinder, huden bliver blødere, musklerne bliver svagere og fedtfordelingen bliver mere kvindelig. Desuden kan der foretages permanent fjernelse af skæg med fx laser eller elektrolyse. Der kan også udføres kønsbekræftende nedre kirurgi, hvor penis og testikler laves om til vulva og vagina. En metode indebærer at penishovedet bruges til at skabe en klitoris, huden fra skaftet bruges til at forme en skede, testiklerne fjernes, og pungen laves om til kønslæber. Denne operation er tit meget succesfuld, og tit kan man efter en periode slet ikke se, at der er tale om en tildannet vagina og vulva. Det er også muligt at foretage en operation af stemmelæberne for at gøre stemmen lysere, men stemmetræning hos en logopæd bruges også ofte til dette.

### Transmænd
Transmænd får testosteron, som giver dybere stemme, skægvækst, øget kropsbehåring og øget muskelmasse, klitoris vokser, og menstruationen ophører. Nogle få transmænd oplever, at de bliver mere aggressive, men de fleste bliver mere rolige eller mærker ingen forskel, hvilket skyldes, at man får det i doser, så det svarer til indholdet i blodet som hos biologiske mænd. Mange oplever endvidere forøget libido (sexlyst). Mastektomi kaldes den operation, som fjerner brysterne. Ved kastrationen fjernes i hvert fald æggestokkene. Nogle gange lukkes skeden, andre steder ikke. Der findes endvidere to penisoperationer: falloplastik og metaoid. Den første er den ældste. Man tager her hud fra en anden del af kroppen, fx en underarm eller ryggen og tildanner et rør, som fæstes over klitoris. Penisskaftet forbindes nerverne i klitoris, så man i nogle tilfælde har mulighed for nogen følelse. Der tildannes eventuelt et penishovede, og nogle får indsat en stav, så penis kan gøres stiv som ved en erektion. Ved metaoid udnytter man det faktum, at klitoris vokser, når man tager testosteron, og ved operationen frigøres den, så den sidder som en mikropenis. Man kan ved begge operationer lægge et urinrør ind, så man kan stå op og tisse. Dette rør laves i Danmark af en vene, mens man i Sverige dyrker et af patientens stamceller. Nogle transmænd ønsker slet ikke disse sidste operationer, da de ikke føler, at de vil give dem en større livskvalitet, mens andre holder sig tilbage, da de specielt for falloplastikkens vedkommende er ret risikable. Af de ydre kønslæber formes en pung, og der indlægges siliconebolde, så de føles som testikler.
Der er i de senere år sket en markant stigning i antallet af kvinder, der skifter køn til mænd.[kilde mangler] Stigningen kan ses over hele verden, men er særligt tydelig i lande som USA, Canada, Tyskland og Sverige.[kilde mangler] Det er endnu ikke alment kendt hvad årsagen hertil er,[kilde mangler] men nogle forskere mener at det kan have noget at gøre med psykologiske traumer, der ikke bliver adresseret, dårligt kropsbillede samt den smittende effekt som unge kan have på hinanden.[kilde mangler]

## Det juridiske kønsskifte
Det juridiske kønsskifte er den proces, hvor man skifter juridisk køn og får de rettigheder og pligter, som hører til det nye køn. I Danmark foretages juridisk kønsskifte ved at man får et nyt cpr. nr. Det er muligt for voksne over 18 år at foretage juridisk kønsskifte ved at sende en ansøgning til cpr. registret. Efter ansøgningen skal man have en refleksionsperiode på 6 måneder, hvorefter man skal bekræfte ansøgningen.
Et juridisk kønsskifte kan medføre, at man skal skifte sit fornavn, da kønsspecifikke fornavne skal være korrekte i forhold til det nye køn, jf. § 13, stk. 2, i navneloven.
Dette er ikke nødvendigt at skifte fornavn, hvis man i forvejen har et kønsneutralt eller unisex-navn fornavn. Kønsspecifikke og unisex-navne er beskrevet i den nyeste navnelov fra 2007, og godkendte unisex navne findes på Ankestyrelsens hjemmeside.